# Gran Consiglio (Zugo)
Il Gran Consiglio del Canton Zugo (in francese Conseil cantonal de Zoug ed in tedesco Kantonsrat Zug) è un parlamento cantonale di Zugo.